# Karel Engel
Karel Engel (ur. 28 maja 1940 w Pradze, zm. 30 grudnia 2018 tamże) – czechosłowacki zapaśnik walczący w stylu wolnym. Olimpijczyk z Monachium 1972, gdzie odpadł w eliminacjach turnieju w kategorii 100 kg.
Piąty na mistrzostwach Europy w 1972. Pięciokrotny mistrz kraju, w latach 1966–1969 i 1971.
- Turniej w Monachium 1972. Przegrał z Abofazlem Anwarim z Iranu i Chorloogijnem Bajanmönchem z Mongolii.